# RS:X
L'RS:X è un natante a vela da regata, la classe velica relativa fa parte del programma dei Giochi olimpici di Pechino 2008, Londra 2012, Rio 2016 e Tokyo 2020 (sostituita per Parigi 2024 dall'IQ Foil).

## Storia
La tavola Neil Pryde RS:X (questo il nome completo anche per la International Sailing Federation) è stata scelta come classe velica rappresentativa della categoria windsurf a Copenaghen nel 2008.

## Descrizione
Dopo l'esordio olimpico del windsurf a Los Angeles 1984 e il regno durato tre edizioni del Mistral (da Atlanta 1996 ad Atene 2004), l'introduzione della nuova classe RS:X, a partire da Pechino 2008, è dovuta alla necessità di aumentare la superficie della tavola stessa e della vela (si può arrivare a 9,5 m² contro i 7,4 m² del Mistral), questo per poter essere utilizzata anche con vento leggero ed essere adatta anche agli atleti più pesanti.

## Giochi olimpici
Le competizioni olimpiche in questa classe si sono svolte:
- Pechino 2008
- Londra 2012
- Rio de Janeiro 2016
- Tokyo 2020